# Финкель, Константин Самойлович
Константин Самойлович Финкель (1888, Николаев, Российская империя, ныне Украина — 1938, Москва, СССР) — инженер, советский хозяйственный деятель.

## Биография
Константин Самойлович Финкель родился в 1888 году в Николаеве. Закончил Политехникум в Шарлоттенбурге и в 1911—1914 годах работал в Берлине в фирме «Siemens & Halske» на строительстве метро. С 1918 года состоял членом партии большевиков (позднее — член Бюро МК ВКП(б). Работал инженером, помощником заведующего отделом электротехнической промышленности ВСНХ, в это время вёл переписку с В. И. Лениным по вопросам рационализации делопроизводства в государственных учреждениях. В 1920 году уехал в Германию на работу в торгпредство в Берлине, где был заместителем полпреда Н. Н. Крестинского. Позднее руководил вместе с П. П. Роттертом сооружением Днепростроя.
Совнарком СССР 23 августа 1931 года назначил П. П. Роттерта начальником строительства московского метрополитена, а К. С. Финкеля его заместителем (в составе оргбюро). Был одним из немногих обладателей практического опыта сооружения метро (наряду с С. Н. Розановым и И. С. Шелюбским). Вместе с П. П. Роттертом настаивал на берлинском (открытом) способе строительства метро и принял за основу план фирмы «Siemens Bauunion GmbH» 1926 года. За два дня Роттерт и Финкель набросали проект Положения о Метрострое и предложили его вниманию Моссовета. В документе прямо говорилось о строительстве «городской скоростной дороги на собственном (подземном) полотне», то есть о метрополитене. В ноябре 1931 года П. П. Роттерт и К. С. Финкель подготовили для горкома партии предварительную схему линий метрополитена. В неё входило пять диаметральных маршрутов, пересекавшихся в центре города. Л. М. Каганович, согласно воспоминаниям инженера И. Е. Катцена, сказал тогда, что долго раздумывать не стоит, и утвердил строительство первой линии от Сокольников до Дворца Советов (сейчас «Кропоткинская»), а второй — от Смоленской площади до Библиотеки им. Ленина. Согласно этому проекту, после постройки всех пяти линий москвич должен был получить возможность доехать в любую часть города всего с одной пересадкой. Планы по строительству кольцевой линии также присутствовали, но были умозрительными и не первоочередными.
В 1935 году награждён Почётной грамотой ЦИК СССР в качестве консультанта Метропроекта («За успешное выполнение решения партии и правительства, обеспечение большевистских темпов в работе и за своевременное окончание строительства первой очереди московского метрополитена»)
Стал прототипом главного героя — инженера Сергея Александровича Волгина (играет Николай Волков), работавшего ранее в Германии заместителя начальника строительства метро Павла Семёновича Ротова (вероятный прототип — Павел Павлович Роттерт), в советском многосерийном художественном фильме о строительстве метро «Город над головой» (1985 год).